# Nationaal Herbarium van Suriname
Het Nationaal Herbarium van Suriname/BBS is het botanisch onderzoeksinstituut van de Anton de Kom Universiteit van Suriname. Het bestaat uit een bibliotheek van geconserveerde planten (herbarium).
Het herbarium werd in 1947 opgericht en conserveert, vergroot en beheert zijn plantencollecties. Het beschikt over collecties bedektzadigen, mossen, pteropsida (varens en paardenstaarten), hout en historische objecten. De kennis in het herbarium staat ter beschikking van wetenschappers, docenten, studenten en anderen met belangstelling, door middel van onderzoek, onderwijs en dienstverlening.
Het herbarium werkt samen met internationale partners en is lid van Flora of the Guianas. In 1993 ging het de samenwerking aan met Conservation International, het Surinaamse farmaceutische bedrijf BVGS en de multinational Bristol Myers Squibb, met het doel om naar geneeskrachtige planten te zoeken in Suriname.
In 2013 gaf het herbarium in opdracht van de Stichting Nationale Parken (STINAPA) de aanzet voor een herinventarisatie van de Cultuurtuin. In 2017 begon het herbarium met de uitvoering van een project om de biodiversiteit in Suriname te digitaliseren. Hierin was er samenwerking met het Amazon Conservation Team, ngo's en instituten als het Anne van Dijk Rijst Onderzoekscentrum Nickerie (Adron) en het Nationaal Instituut voor Milieu en Ontwikkeling in Suriname (NIMOS).